# 松本治一郎

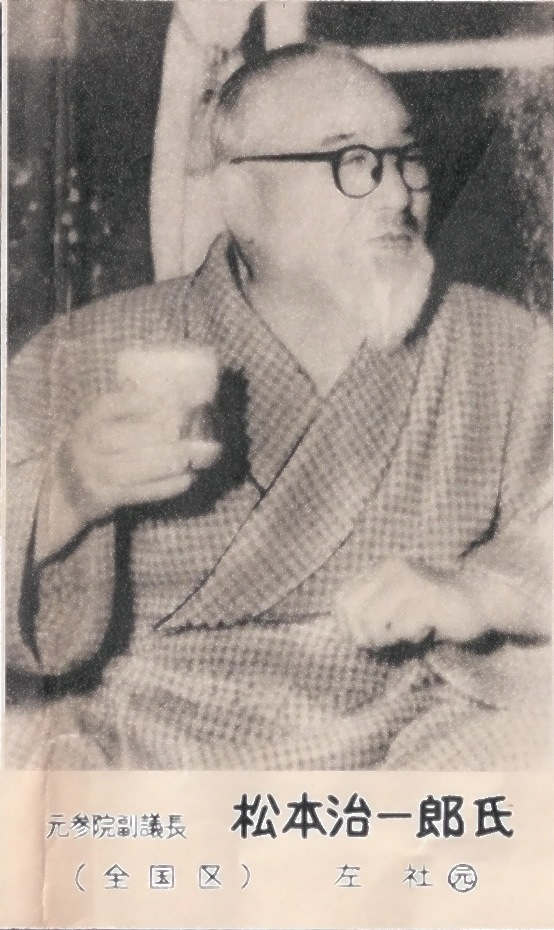
1953年4月24日に行われた第3回参議院議員通常選挙で当選したときの松本治一郎、世界通信より

松本 治一郎（まつもと じいちろう、1887年〈明治20年〉6月18日 - 1966年〈昭和41年〉11月22日）は、日本の政治家、実業家。部落解放運動を草創期から指導し、部落解放同盟からは「部落解放の父」と呼ばれる。堂々たる顎髭の風貌から「オヤジ」と呼ばれ親しまれた。元参議院副議長。

## 経歴
福岡県那珂郡金平村（現在の福岡市東区馬出）に生まれる。出生名は松本 次一郎。父・次吉（村会議員）、母・チエの末子（五番目の子）で、上には兄二人（上から治七、鶴吉）、姉二人がいた。治一郎は後年、60歳のとき「私は被圧迫部落の貧農の子として生まれた」と語っている。父・次吉は貧しい暮らしを少しでも向上させようと、すすんで下駄、雪駄など履物製造販売の副業に取組んだ。次吉はそれら履物の原材料となる桐の木や竹の皮を仕入れて売る仲買の仕事をして現金収入を得た。次吉は村全体が貧しい中で、よく働き、村の中では比較的「上位」の立場にいた。
1900年に住吉高等小学校を卒業後、私塾の粕屋学園や京都の旧制干城中学校（後に廃校）を経て上京し、旧制錦城中学校を中退する。
1907年に大連へ渡り、大道易者や偽医者として生計を立てる。1910年、日本総領事に強制送還されて帰国。
1911年に土建業松本組を創業する。配下に高松弥太郎などの九州きっての暴れん坊らが揃い、藤田五郎の「九州やくざ者」では敵対した組の通夜の夜、殴りこんだ松本組が敵の家屋を瞬時にして「文字通りの」廃材の山としたとする記述がある。
1921年に筑前叫革団を結成する。同年、福岡藩初代藩主黒田長政三百回忌に際して半強制的に記念祭費用の寄付が割り当てられようとしたのを「被差別者の子孫に寄付を割り当てるとは何事か」と抗議運動を実施、任意寄付に切り替えさせる。
1923年に九州水平社の委員長となり、1925年に全国水平社中央委員会議長に就く。
1926年から福岡連隊差別事件の糾弾闘争を指導する。被差別部落民が苦しんでいるのは徳川幕府に責任があるとの思想から、1927年に徳川家達公爵へ爵位返上勧告闘争を指導する。のちに徳川公爵暗殺未遂の罪で懲役4か月の実刑判決を受けて下獄する。この闘争に影響された浜嘉蔵が後に徳川邸に放火し、全焼させる徳川事件を犯した。
1929年に福岡連隊爆破陰謀事件で懲役3年6か月の実刑を宣せられ、再び下獄する。
1936年から衆議院議員に当選3回。当選早々に衆議院で「不当に特権を得ている華族の存在が部落民が不当な差別を受ける原因であり部落解放のためには華族制度を廃止すべし」と質問した（当時は二・二六事件の直後であり、陸軍大臣は伯爵の寺内寿一であった）。
1940年に斎藤隆夫の反軍演説による衆議院議員除名に反対し、本会議を欠席。所属する社会大衆党党首の安部磯雄・鈴木文治・片山哲・西尾末広・水谷長三郎らとともに、書記長麻生久により党員除名処分となる。
1942年に翼賛政治体制協議会推薦で衆議院議員に当選する。これは政府がカムフラージュとして押しつけ的に推薦したといわれるが、鳩山一郎・三木武吉といった自由主義的議員は非推薦で当選しており、戦後松本が公職追放された際にも「翼賛会推薦議員」というのが理由の一つになっている。
1945年11月、アメリカの短波放送で松本が帝国議会開院式の際に天皇への敬礼を拒否したと報道。真偽の程は不明。
1946年に翼賛議員であったことから公職追放されるが、連合国軍最高司令官総司令部から「松本と尾崎行雄の2人は真の民主主義者だ、絶対に立候補させねばならぬから松本の追放を解除し今日中に立候補できるよう手配せよ」と通告によりまもなく解除される。GHQと密接につながり、巨万の富を蓄えた特殊慰安施設協会 (RAA) の経営陣の一人であった。しかし公職追放は解除されたものの時の外務大臣・吉田茂の妨害によって第22回衆議院議員総選挙への立候補届出には間に合わず、翌年の第1回参議院議員通常選挙に立候補することになる。その間に部落解放全国委員会委員長に就任する。
1947年に参議院議員初当選して以後当選4回。初代参議院副議長に就任。日本社会党左派の平和同志会の領袖として知られた。資金や運営の面でも貢献は大きく、資金力では平野力三と並んで社会党の双璧とされ、終戦直後の社会党左派の議員会合はよく治一郎の東京事務所を使用しており酒や食事の費用もすべて治一郎が持っていた。本人の当時の日常の食事は雑炊や古米だった。副議長就任の経緯について治一郎本人は「部落出身の自分を議長にしないために保守派の連中が緑風会をつくって第一党にしてそこから議長（松平恒雄）を出した。衆議院でも参議院でも選挙の時には社会党が第一党だったのだから、本来衆議院議長が社会党の松岡駒吉になったように、私が部落出身でなければ私が参議院議長になっておったはずなんだ」と徳川夢声との対談で語っている。
1948年1月21日、参議院初代副議長時代、天皇への「カニの横ばい」式拝謁を拒否した（カニの横ばい拒否事件）。1949年1月24日、法務庁は追放令に該当すると発表し、同年2月24日に再度追放となった（内閣総理大臣となった吉田によって公職追放（レッドパージ）された）。1951年8月5日に追放解除。
1953年、日本中国友好協会初代会長に就任。
1955年、部落解放全国委員会を部落解放同盟と改称し、初代執行委員長に就任。
1964年、勲一等授与の対象者に選ばれたが拒否。
- 「権力と闘ってきた私を、なんと考えておるのか。天皇から叙勲式とか親授式とか、そんなことができるなら、この松本の闘争は存在しなかったはずだ。勲章を欲しがり、権威をふりまわそうとする。この考えが部落差別を残すことにつながっている」（勲一等拒否の弁）[12]

1966年に死去するまで、部落解放運動の中心人物であり続けた。
墓所は青山霊園の解放運動無名戦士墓。

## 人物像

### 「偽医者」問題
大連滞在当時、松本が「大日本国一等軍医監」を名乗って偽医者を続けていたことにつき、部落解放同盟は『松本治一郎伝』の中で「行く先々で近代的医療から見放された人々から歓迎され」たと記しているが、金靜美は「もし、松本治一郎が、日本帝国主義者の中国侵略に批判的であったなら、『大日本国一等軍医監』と自称することはできなかっただろう」「松本は、日本侵略軍に所属する医者であるかのようにふるまい、中国民衆を『治療』し、金銭を得ていた。あやまった『医療』は、しばしば人命にかかわることがある。松本はなぜ、中国では、このような詐欺をおこない、日本ではおこなわなかったのだろうか」と松本の中に中国人に対する差別意識があると批判している。もっとも、松本自身は「私は打診、聴診はできないけれども、視診なら今でも自信がある」と後年自称していたという。

### 戦争協力問題
1942年4月、福岡県第一区の候補に翼賛政治体制協議会から推薦されて立候補したときは、選挙公報の中で「仕事の為には汗を流せ、人の為には涙を流せ、御国の為には血を流せ」「お互は飽くまで米英を打倒し、アングロサクソンの世界制覇を覆滅すべく、一億一心国を挙げて老も若きも鉄火の一丸となり、如何なる困難の中にも突入し且つ此れを突破して、必勝不敗の態勢を完成せねばなりませぬ」と挨拶した。
翼賛議員としては、東條政権による朝鮮人徴兵法案（「兵役法中改正法律案」）の法制化に賛成（1943年2月12日）。1943年6月14日、天皇主義的な議員集団「八日会」の結成に発起人の一人として参加、中野正剛や赤尾敏らと共に結成式に出席し、「激励的発言」をおこなった。
「大東亜戦争」の開始日（1941年12月8日）に由来する名称を持つこの八日会の「信条」は、「我等は一切の行動を国体の本義に発す」「我等は大詔を奉戴し断じて戦ひ断じて勝つの信念を以て行動す」というものであった。帝国議会予算委員としては戦時予算の全てに賛成するなど積極的に戦争協力していたが、敗戦後は突如として軍国主義を指弾する側に転じ、「私は戦争中は全水運動と共に、反戦的な言葉をつねに洩らし戦争の負けることを語つていた」、「私はいつも反戦的な思想を表明していたわけであつた」「私は根つからの反軍国主義者であり、民主主義者である」と語るようになった。
1953年1月1日、ビルマのラングーンでひらかれたビルマ社会党主催のアジア社会党大会歓迎市民大会で日本社会党左派の代表者として演説。このとき「日本は経済的発展をとげるにつれて、自からが天皇制フアツシズムによつて侵略者にかわり、あの悪魔のような戦争をまき起しアジヤの多くの国に多大の犠牲と損害とをあたえたのであります。勿論、われわれ社会主義者はこの戦争に対して反対したのでありますが」と述べ、やはり自らの戦争協力の過去を偽った。

この点について、吉本隆明は1971年6月3日、「6・3政治集会（共産同政治集会）」（豊島公会堂）での講演で次のように批判している。

### 福岡空港利権問題
板付飛行場の拡張を予想して周辺の土地を買占め、それを空港用地として国に貸し付けた。地権者の筆頭である松本一族らへの地代総額は年間80億円にも達するという。福岡空港の土地建物借料は日本全国の空港の中でも突出して高額である。

### 暴力団との関係
明治時代から福岡に暖簾を張っていた暴力団「梅津会」の初代梅津高次郎の舎弟分であった。梅津は福岡県水平社の初代委員長であり、博多毎日新聞社襲撃事件（1916年6月、部落民400名以上が博多毎日新聞社の記事に憤激して同社を襲撃し、ガラスを割り、活字台をひっくりかえし、机や椅子を投げる騒ぎとなって印刷工一人を負傷させ、騒擾罪で検挙され、47人が有罪判決を受け、首謀者3人が懲役1年の実刑となった事件）の中心人物でもある。

### 批判
松本は生前、第10回部落解放委員会全国委員会会議（1955年8月27-28日）で大阪府連代表の錦織喜一から「松本天皇制を打倒しない限り、部落解放運動の民主化はありえない」と批判されたことがある。岡映もまた「正直言って私は戦後の松本委員長を見てきて、錦織と同じ気持ちにさせられていた。それは、たとえば関東地方を支配していた『エタ頭』弾左衛門をほうふつとさせ、今日の民主的な運動の指導者の人物像からはほど遠いものがあった。また、松本委員長自身も強調していた『人間による人間支配を打破する』ことが、組織内でも委員長自身によって踏み破られていることへの嫌悪感は、錦織喜一ならずとも、大会などでの横暴な場面を見るにつけたれもが抱いたのである」、「松本治一郎委員長は神格化され、水平運動における特等席、すなわち、彼が口汚く悪罵してきた天皇と同じ高御座（たかみくら）に座してきた」と述べている。

## 一族
生涯を通じて独身であり、もちろん妻子はいなかった。博多芸者を落籍して妾宅を構え、腹心の者にも絶対の秘密にしていたが、やがて水平社同人に妾の存在が露見して話題にされ「この問題の段になると主義主張の手前、何となく恥しそうな顔をするとの話があった」と伝えられる。
甥の松本英一を養子として迎え、自身が創業した土建業松本組を継がせている。英一は治一郎の没後に参議院議員となった。英一の子・松本龍は元衆議院議員。その弟・松本優三は松本組社長。
また、衆議院議員の楢崎弥之助は被差別部落出身ではなかったが治一郎の姪の長女と結婚。その息子が衆議院議員の楢崎欣弥である。
治一郎の妹は、治一郎の片腕で全国水平社書記局長、部落解放全国委員会書記長を務めた井元麟之と結婚。野本武一の長女は井元の甥と結婚している。
なお、治一郎の姪は松本組支配人の山田本蔵の妻。本蔵の妹が北原泰作の妻である。
さらに、松本吉之助（全九州水平社の指導者、福岡県議会議員）の妻の叔父は柴田啓蔵（全九州水平社創立者のひとり）の父である。また松本吉之助の姉婿は花山清（全九州水平社創立者のひとりで福岡県議会議員）である。花山清の親類に全九州水平社の高丘松蔵がおり、松蔵の妻は松本治一郎の実妹である。

## 語録
- 「不可侵不可被侵（侵さず侵されず）」[34]
- 「貴族あるところ賎族あり。」[35]
- 「酒は飲まない。タバコは吸わない。バクチをしない。妻帯しないし、女性を買わない。ネクタイをしない」（この五戒を若い頃は別として生涯堅持したという）[36]
  - 若い頃は酒豪かつヘビースモーカーであったが、三十代半ばの頃の拘留を機に「獄中では人間の欲望は敵である、社会運動をやる者は万年被告の心構えが必要」と禁酒禁煙に踏み切った[37]。
- 「権力と闘ってきた私を、なんと考えておるのか。天皇から叙勲式とか親授式とか、そんなことができるなら、この松本の闘争は存在しなかったはずだ。勲章を欲しがり、権威をふりまわそうとする。この考えが部落差別を残すことにつながっている」（勲一等拒否の弁）[12]
- 「私の闘ってきた相手は君ではない。君の背後にあるものだ。君が悪かったと反省しているならそれでよい」（戦後になってわびを入れてきた元刑事に）[38]

## 選挙歴
| 当落                        | 選挙                    | 施行日        | 選挙区 | 政党       | 得票数  | 得票率 | 得票順位 /候補者数 | 比例区 | 比例順位 /候補者数 |
| --------------------------- | ----------------------- | ------------- | ------ | ---------- | ------- | ------ | ------------------ | ------ | ------------------ |
| 当                          | 第1回参議院議員通常選挙 | 1947年4月20日 | 全国区 | 日本社会党 | 415,494 |        | 4/258              | -      | -                  |
| 当                          | 第3回参議院議員通常選挙 | 1953年4月24日 | 全国区 | 左派社会党 | 368,985 |        | 7/234              | -      | -                  |
| 当                          | 第5回参議院議員通常選挙 | 1959年6月2日  | 全国区 | 日本社会党 | 426,586 |        | 22/123             | -      | -                  |
| 当                          | 第7回参議院議員通常選挙 | 1965年7月4日  | 全国区 | 日本社会党 | 548,022 |        | 27/99              | -      | -                  |
| 当選回数4回 （参議院議員4） |                         |               |        |            |         |        |                    |        |                    |

## 著作
- 『第六十九特別議会闘争報告書』北原泰作、1937年1月。全国書誌番号:44056495。
- 『部落解放への三十年』近代思想社、1948年9月。 NCID BN04360047。全国書誌番号:46013338 全国書誌番号:48006021。
- 『西欧・北アフリカ・中近東をめぐりて ――民族解放のいぶき――』解放新聞社、1956年6月。 NCID BA31733724。
- 『松本治一郎対談集 不可侵不可被侵』解放出版社〈部落解放新書 1〉、1977年3月。 NCID BN03104303。全国書誌番号:77017014。

## 作品
- 1976年、東映京都により制作された映画「夜明けの旗 松本治一郎伝」（山下耕作監督作品）では、伊吹吾郎が松本を演じている。

## 銅像
- 福岡県部落解放センター（福岡市）